# Fondo Flamenco
Fondo Flamenco fou un trio sevillà format per Alejandro Astola Soto, Antonio Manuel Ríos Sánchez i Rafael Ruda Santiago.
El 2007 aconseguiren firmar amb una companyia discogràfica i tragueren el seu primer treball: Contracorriente. Només un any més tard llançaren al mercat el seu segon disc: Las cartas sobre la mesa, amb una gira de 100 concerts pertot Espanya.
Dos anys després sortí a la venda Paren el mundo que me bajo (2010). El 2012 publicaren l'àlbum Surología, i finalment el 2013 s'acomiadaren del públic amb la cançó Vete.